# 安田榮一
安田 榮一（やすだ えいいち、1943年 - ） は、日本の材料工学者。東京工業大学名誉教授。元日本セラミックス協会会長。

## 人物・経歴
1966年東京工業大学工学部化学工学科卒業。1971年東京工業大学大学院理工学研究科化学工学専攻博士課程修了、工学博士、東京工業大学助手。1982年東京工業大学助教授。1988年東京工業大学教授。1999年東京工業大学応用セラミックス研究所所長。2002年東京工業大学構造デザインセンターセンター長、日本セラミックス協会副会長。2007年日本セラミックス協会会長。2008年東京工業大学名誉教授。2017年無機材会会長。カーボンアロイ研究を開拓し、日本学術振興会炭素材料第117委員会委員長、炭素素材学会顧問、日本板硝子材料工学助成会選考委員なども歴任した。

## 受賞
- 日本セラミックス協会進歩賞(1977)[7]
- 日本セラミックス協会学術賞(1993)[7]
- セラミックス・アカデミー学術会員(2002)[7]
- The American Ceramic Society Fellow(2005)[7]
- 日本複合材料学会フェロー(2006)[7]
- 日本セラミックス協会功績大賞(2021)[8]